# Opština Crna Trava
Die Opština Crna Trava ist eine Großgemeinde (opština) im serbischen Okrug Jablanica mit etwa 1165 Einwohnern (2022). Die Gemeinde umfasst 25 Dörfer; Verwaltungssitz ist Crna Trava.

## Belege
1. ↑  Republički zavod za statistiku Srbije: Први резултати Пописa становништва, домаћинстава и станова 2022. 21. Dezember 2022, abgerufen am 26. Dezember 2022 (serbisch).